# Президентские выборы в Сальвадоре (1935)
Президентские выборы в Сальвадоре проходили 13 и 15 января 1935 года. Единственным кандидатом был Максимилиано Эрнандес Мартинес, который был избран президентом. Результаты голосования не были опубликованы.

## Результаты
| Кандидат                           | Партия                        | Голоса | %   |
| ---------------------------------- | ----------------------------- | ------ | --- |
| Максимилиано Эрнандес Мартинес     | Национальная партия Отечества |        | 100 |
| Недействительных/пустых бюллетеней |                               |        |     |
| Всего                              | Всего                         |        | 100 |
| Источник: Nohlen                   |                               |        |     |